# 蕭秀華のMUSIC CUBE
蕭秀華のMUSIC CUBE（しょう しゅうかの ミュージックキューブ）は、2008年1月5日から2009年7月4日まで、朝日放送ラジオ（ABCラジオ）で土曜日の夕方(JST)に生放送されていた音楽番組。
パーソナリティの蕭秀華が、リスナーからのリクエスト音楽を中心に、週末情報などを交えて届けていく。リクエスト音楽は、1970年代の流行歌から最新のヒット曲まで、また洋楽から邦楽まで、ジャンルを問わないとしている。

## 主なコーナー
あのとき君は若かった
リスナーの青春時代のエピソードを、リクエスト曲とともに紹介する。
映画コーナー
蕭秀華が映画を紹介。
青春ING
リスナーの電話出演コーナー。

## 放送時間
- 2008年1月-3月：土曜日16時-18時
- 2008年4月-6月：土曜日17時-19時（通常時）

プロ野球デーゲーム中継が延長した場合は、中継終了後から開始。またプロ野球ナイトゲーム中継時は、17時55分までに短縮。
- 2008年7月-2009年3月：土曜日16時-17時55分
- 2009年4月-2009年7月：土曜日17時10分-19時（通常時）※プロ野球デーゲーム中継が延長した場合は、中継終了後から開始。プロ野球ナイトゲーム中継時は、17時55分まで。

## 番組の歴史
ABCラジオでは、年度下半期（ナイターオフ）は、土曜日の夕方に『大西ユカリのハッスル歌謡曲』を放送している。しかし2007年度シーズンオフは大西ユカリがミュージカルに出演することになり、その関係で番組に出演できなくなった。そのため2007年度の放送は同年12月で一旦打ち切りとなった。
そこで同番組打ち切りに伴う残り3ヶ月（1-3月）のつなぎとして蕭秀華が担当することになり、当番組が始まった。当初は3ヶ月の予定だったが、放送は2008年4月以後も継続されることになった。
しかし、2009年7月のデーゲーム枠整理に伴う改編に伴い、土曜午後に4時間半の番組である『楠淳生のやんちゃな!weekend』が開始されるため、終了することになった。
なお、番組内の一コーナーとして放送されていた「青春ING」は、2009年7月より独立番組『蕭秀華の青春ING』（土曜日早朝6:30-6:45）として放送される。